# Casa de los Cañones

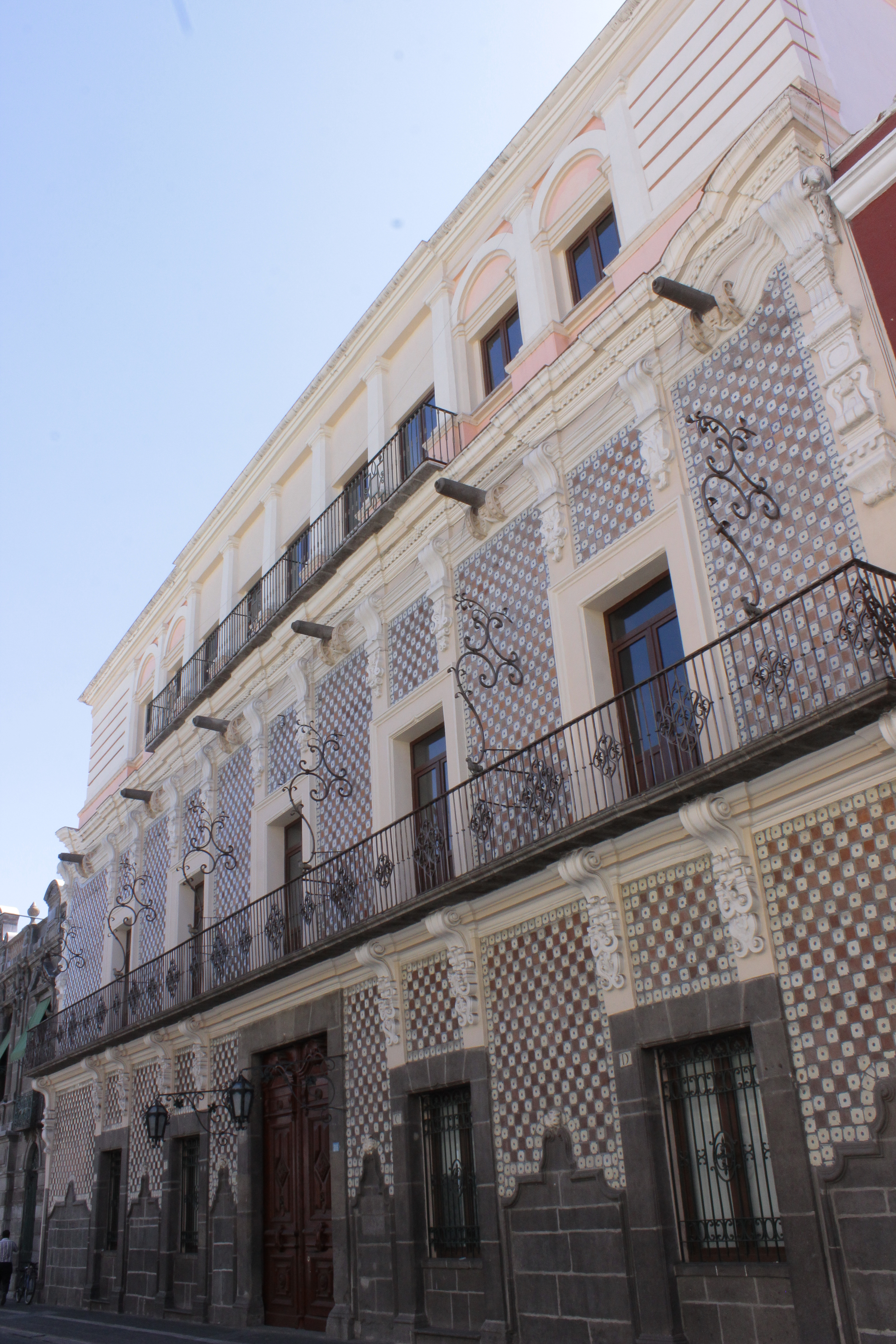
Casa de los Cañones

La Casa de los Cañones o el Palacio Berrueco, más tarde conocido como el edificio Arronte o la Casa de Mangino, es un inmueble histórico edificado en el siglo XVII, ubicado en el Centro Histórico de Puebla, en el Estado de Puebla, México. Recibe su nombre por las gárgolas en forma de cañón que decoran su fachada. Durante su existencia, ha sido morada de aristócratas, funcionarios reales, clérigos, hacendados, políticos y empresarios; además de un hotel y diversos comercios. En 1980 fue adquirida por la Benemérita Universidad Autónoma de Puebla (BUAP), y tras una remodelación en 1996, se convirtió en sede de la Vicerrectoría de Docencia, la Dirección de Bibliotecas, la biblioteca José Revuelta Sánchez y el fondo bibliotecario Gastón García Cantú.

## Historia

### Palacio Berrueco
La primera noticia que se tiene de su construcción fue durante el siglo XVII,  cuando fue construida en uno de los solares más próximos a la Plaza Mayor de la Puebla de los Ángeles por órdenes del capitán Alonso López-Berrueco, regidor hereditario del cabildo de la ciudad y dueño de la importantísima hacienda de Tepeaca. Entre sus descendientes se encontraron los marqueses de Monserrate (propietarios de la vecina Casa del Marqués), don José Simeón de Uría y Berrueco, miembro del Consejo de Su Majestad, los condes de Consuegra, duques de Nájera, entre otros. 
En 1634, el capitán solicitó un préstamo de mil pesos, dejando como garantía el inmueble al Sagrado Convento de las Religiosas de la Pura y Limpia Concepción de Nuestra Señora, dejando así constancia documental del valor del inmueble.
En generaciones posteriores, la casa pasó a ser propiedad de Sebastián de Herrero y su esposa, Isabel de la Cruz. Tras el fallecimiento del matrimonio, la viviendo fue comprada por el monasterio de la Purísima Concepción.

### Casa de Mangino
En 1785, la casa fue adquirida por María Josefa Mendívil y Palacio, esposa de don Rafael Mangino, caballero de la Orden de Carlos III, capitán de regimiento de una compañía de Dragones de México y alto funcionario virreinal. A la muerte de la pareja, la casa pasó a manos de su hijo Rafael Mangino y Mendívil, quien fue un personaje relevante en la historia de la época. Mangino y Mendívil fue militar del Ejército Trigarante, diputado por Puebla en el Soberano Congreso Constituyente, presidió el Congreso que coronó a Agustín de Iturbide como primer emperador de México en 1822, y se desempeñó como Ministro de Hacienda durante cuatro periodos presidenciales. De la fama del político se desprende que la casa sea también conocida por su apellido.
Otros inquilinos relevante de la casa durante la época fueron el obispo de Puebla, don Antonio Joaquín Pérez Martínez; el gobernador del Estado, don Joaquín de Haro Tamariz, quien ocupó la oficina en 1828, 1841 y 1845; y su hijo Antonio de Haro y Tamariz, jefe del Partido Conservador en Puebla y caballero de la Orden de Guadalupe.

### Edificio Arronte
En 1850, el inmueble fue adquirido por Ignacio Guerrero y Manzano, quien pagó la hipoteca a las religiosas del convento de Santa Clara. En 1856, Guerrero y Manzano (también propietario del Teatro Guerrero, hoy Teatro de la Ciudad) lo convirtió en el Hotel Universal, añadiéndole un tercer piso que fungía como salón de baile.
En 1906, la casa pasó a ser propiedad del hacendado don Joaquín G. Pacheco. En 1908, el inmueble se convirtió en sede del Nuevo Hotel, propiedad de Blas Reguero y Caso. En 1915, su yerno, Alfredo Miranda Reguero, rentó el edificio al empresario Manuel Arronte Alos, quien modificó el nombre del hotel, dándole su apellido. Aunque Miranda vendió la casa en 1928 al industrial español José Arriba Palacio; el nuevo dueño respetó el convenio previo con Arronte, manteniendo el nombre del establecimiento. El hotel fue uno de los más populares de la época, razón por la que el espacio es todavía conocido como edificio Arronte.
Además del hotel, la casa también albergó el cine Olimpia. Otra de sus distinciones fue un ascensor que aún se conserva en una de las esquinas del inmueble, el primero de la ciudad: posee una base cuadrangular de 1.60 metros y consta de tres niveles.

### Oficinas y comercios
Fue hasta 1945 que el hotel cambió de nombre a Hotel A los, en honor a su nuevo dueño, Arnaldo Alos. En 1953, la pintora mexicana Frida Kahlo se alojó en el inmueble después de haberse sometido a seis operaciones de la columna vertebral. La artista disponía de los objetos de la habitación de tal manera que se convertía en casi una réplica de su cuarto en Coyoacán.
En 1956, la casa fue embargada por la Oficina de Recaudación de Rentas del Estado. Al año siguiente, fue adquirida por Rafael Solís González, quien arrendó la casa a varios despachos de abogados. En el interior de la casa también se instaló una fábrica de zapatos, y el segundo patio fue rentado como bodega de un almacén de alfombras y tapices. A la muerte de Solís, la propiedad pasó a manos de su viuda, quien vendió el inmueble a la Benemérita Universidad Autónoma de Puebla en 1980.

### Patrimonio universitario
La BUAP adquirió la casa con la intención de usarlo como sede de los colegios de Antropología Social y de Filosofía, así como la biblioteca José Revueltas. Así mismo, se instaló la dirección del Instituto de Ciencias, así como los centros de Investigaciones Sociales, Investigaciones Históricas del Movimiento Obrero e Investigaciones Filosóficas. Tras una remodelación en 1996, se alojaron en el edificio la Vicerrectoría de Docencia, la Dirección para el Avance de la Educación, la Dirección de Bibliotecas, la biblioteca José Revueltas y el fondo bibliotecario Gastón García Cantú.
En 2009, se registró un incendio por una falla eléctrica en el edificio, provocando afectaciones menores en la parte trasera de la casa.

## Arquitectura
La Casa de los Cañones es considerada como una de las construcciones civiles más notables del periodo virreinal en Puebla. La fachada es de talavera y ladrillo; posee un inmenso portón de madera, un barandal que abarca todo el frente, elaborado en hierro forjado; así como sus distintivas gárgolas en forma de cañón en la cornisa, únicas en su diseño en la ciudad. La casa fue remodelada en el último cuarto del siglo XVIII, resaltando sus aspectos peculiares.
La entrada principal de la casa mide cerca de cinco metros. Las jambas de los lados soportan un dintel de cantera labrada. El portón es de madera maciza y fina con figuras geométricas y vegetales; sus llamadores están elaborados en bronce, con dos leones de aspecto amenazante. A cada lado de la entrada hay dos pares de ventanas, cuyas jambas rematan en figuras vegetales y adornos en forma de espiral, caracol o hélice. Las protecciones de las ventanas están hechas en herrería decorada con figuras botánicas y geométricas.
El balcón corrido abarca el largo de la fachada, elaborado en hierro y adornado con rombos y otras figuras geométricas. El primer nivel tiene dos cornisas elaboradas, cuyos extremos están adornados con un mastín realizado con argamasa. En las cornisas destacan seis cañones de cantera a manera de gárgolas desaguaderos; cada uno tiene ruedas dentadas de argamasa y sobre el eje, una cara de un león que aparenta levantar un lienzo con las fauces. Otros once cañones similares pueden apreciarse en el patio principal de la casa.